# أيديولوجية الإنجاز

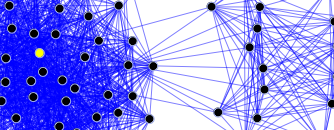

إن أيديولوجية الإنجاز هي الاعتقاد بأنه يمكن للشخص الوصول إلى تعريف للنجاح يمكن تصوره من الناحية الاجتماعية وذلك من خلال العمل الجاد والتعليم. ومن هنا، فإن بعض العوامل مثل النوع والعرق (الإثنية) أو الخلفية الاقتصادية أو الشبكات الاجتماعية، أو الأحياء المجاورة/المكان الجغرافي تأتي في المرتبة الثانية بعد العمل الجاد والتعليم وهي جميعًا متصلة بالسعي لتحقيق النجاح.

## التحليل المعاصر لأيديولوجية الإنجاز
في عام 2002، اقترحت ساندرا ل. بارنز  أن من يؤمنون بأيديولوجية الإنجاز الأمريكية من المرجح أن يرجعوا السبب في ضعف الأداء إلى الاختلافات السلوكية والأخلاقية بين الأفراد، ولكن بالنسبة لمن يختلفون مع أيديولوجية الإنجاز، عادة ما يرجع هذا التباين في السلوك إلى استجابة معارضة لقوى سلبية سواء كانت مؤسسية أو هيكلية. ووجدت بارنز في دراستها أن من يحققون أكبر استفادة من أيديولوجية الإنجاز (الذكور البيض ذوو المستويات الاجتماعية المرتفعة على سبيل المثال) هم على الأرجح من يتبنون أيديولوجية الإنجاز. فعلى سبيل المثال، من المحتمل أن يكون الأمريكيون من أصل أفريقي أكثر اعتقادًا من البيض في أن العرق سمة تساعد في تحقيق النجاح بسهولة أكثر من أي شيء آخر، ويميل أصحاب الدخول المرتفعة إلى الادعاء بأن وجود شبكة اجتماعية قوية عامل غير هام لإحراز النجاح، ومع ذلك فإن كل المجموعات المستجيبة تعتقد بأن التعليم والعمل الجاد هما الأهم للنجاح مما يثبت أن أيديولوجية الإنجاز لا تزال حية وفعالة. وفي النهاية ترى بارنز أن أفضل وسيلة لتحقيق النجاح عندما يكون لدى هذا الفرد سلوك موجه نحو الإنجاز مع القدرة الفعلية على تحقيق الأهداف، وعلى الرغم من أن معظم الناس قد يتبعون السلوك المناسب، إلا أن العوامل الهيكلية يمكن أن تمنعهم من تحقيق الإنجاز.
سعت دونا واي. فورد  إلى اكتشاف التباينات في الأيديولوجيات ما بين الذكور والإناث وما بين الطلاب الأمريكيين من أصل أفريقي الموهوبين وغير الموهوبين. وقد أوضحت فورد أربع نظريات حول أيديولوحية الإنجاز…

### نظرية الحاجة إلى الإنجاز
يعتقد علماء الاجتماع الذين يدافعون عن هذه النظرية أن الإنجاز هو نتاج الدافعية لتحقيق النجاح وتجنب الفشل، وهذا يعني أن الناس يزنون توقعاتهم للنجاح بمقدار القيمة التي يحصلون عليها عند تحقيق النجاح أو بمدى الأداء الجيد الذي يرى الأفراد أنهم قادرون على تحقيقه ومدى الفرق الفعلي الذي يحققه الأداء الجيد.

### نظرية القلق الامتحاني
كما في نظرية الحاجة إلى الإنجاز، فإن العلماء الذين يدعمون نظرية القلق الامتحاني يبحثون في كيفية تقييم الطالب لقدرته على النجاح، فالطلاب الذين يشغلهم نتيجة أدائهم ويخشون الفشل أو الشعور بالخزي عندما لا يكون أداؤهم جيدًا، فإن هذا القلق يعوق أداءهم.

### نظرية التعلم الاجتماعي
ترى هذه النظرية أن الطلاب يتمتعون بتنشئة اجتماعية منذ نعومة أظفارهم ولديهم توقعات أو قيم متباينة تقوم على خبراتهم الخاصة أو حالتهم الاجتماعية، ونجد الطلاب - وفق هذه النظرية - الذين نشئوا في وسط يتسم بضعف الإنجاز حيث يشاهدون فشل الأجيال السابقة وأفراد عائلاتهم من المحتمل أن يتشربوا هذه القيم وأن ينظروا إلى إمكانية نجاحهم على أنه شيء مستبعد.

### نظرية العزو
تبين هذه النظرية افتقار الطلاب إلى الدافعية نتيجة إيمانهم بأيديولوجية الإنجاز. وعندما يعزي الطلاب إخفاقهم إلى افتقارهم للقدرة على النجاح، فبالتالي لا يكون أداؤهم جيدًا، ولكن إذا اعتقد الطالب اعتقادًا راسخًا بأيديولوجية النجاح، فإن إخفاقه يكون ناتجًا فقط عن افتقاره للمقدرة أو بذل الجهد.
وتدعي فورد أنه بينما توضح هذه النظريات الأربع ضعف الإنجاز لدى بعض الطلاب؛ فإنها تركز فقط على افتقار الطلاب للدافعية للإنجاز ولا تضع في اعتبارها إخفاق الطالب على الرغم من رغبته في تحقيق النجاح. وتصف ذلك بـ «مفارقة ضعف التحصيل» حيث يوجد تناقض بين أيديولوجية الطالب وتحصيله الفعلي (أي عندما لا يكون أداء الطلاب جيدًا في المدرسة على الرغم من اعتناقه لأيدلوجية الإنجاز. ووجدت في دراستها أن غالبية الموهوبين وغير الموهوبين من الطلاب الأمريكيين من أصول أفريقية يدَّعون أن المدرسة «شديدة الأهمية»، كذلك، ترى الغالبية العظمى من الطلاب الأمريكيين من أصول أفريقية الذكور والإناث المستجيبين على حد سواء أن المدرسة مهمة أو شديدة الأهمية، وإن صح ذلك فإن هؤلاء الطلاب تكون لديهم الدافعية حيث ينظرون إلى المدرسة على أنها ضرورية للنجاح؛ لذلك يجب أن يكون هناك متغير آخر يفسر إخفاق الطلاب - ومن المتغيرات التي يمكن أن يُعزَى لها هذا الإخفاق العرق والنوع وغيرهما.

## تأثير أيديولوجية الإنجاز على مكان العمل
يتسبب الإيمان بأيدلوجية الإنجاز الأمريكية في أن ينظر صاحب العمل إلى نجاح الفرد في التعليم على أنه عامل أساسي عند تعيين الموظفين المحتملين؛ لأن أيديولوجية الإنجاز ترسخ من فكرة أن الناجحين بالتعليم هم من يعملون بجد. ويرى إيفار بيرغ، في كتابه التعليم والوظائف (Education and Jobs), أن “زيادة متطلبات التعليم في الوظائف متوسطة المستوى...قد تحدث - بتكلفة ما - في المجتمع الذي لديه تاريخ في الافتخار بالتنقل بين الفرص.” وتسببت هذه العملية في أن يميل نظام التعليم الأمريكي نحو نمط “هيئات الترخيص” بدلاً من النهوض بالتعليم من أجل التعليم، وبالتالي نتج عنه الكثير من الموظفين الذين تفوق مؤهلاتهم المؤهلات المطلوبة للوظائف التي يشغلونها،
وعندما تتطلب الوظائف تدريجيًا تحصيلاً علميًا أعلى كشرط مسبق؛ فإن الجهد المبذول لتحقيق هذه الشروط المسبقة (أو الجهد المبذول في الكلية) لا يساوي الجهد أو المهارة اللازمة للوظيفة. وبالتالي فإن موافقة العمال على إيديولوجية الإنجاز تقل في كل عام حيث يظل العامل في وظيفة معينة وتفوق مؤهلاته المؤهلات المطلوبة لها. بعبارة أخرى، يبدأ الموظفون في النظر إلى الجهد المبذول في الكلية على أنه لم يكن ضروريَا.

## أسباب تأييد أو رفض أيديولوجية الإنجاز
عكف ماكلويد على دراسة مجموعتين من الصبيان الذين يعيشون في حي منخفض الدخل في كتابه ليس الإنجاز ما يصلحها (Ain’t No Makin' It). وفي مجموعة أطلق عليها «العالقون بالمدخل»، كانت غالبيتها من الأولاد البيض ولا يؤيدون الأيديولوجية الأمريكية للإنجاز، وجد ماكلويد أن هذا ناتج عن عدة عوامل؛ حيث أن آباء هؤلاء العالقين بالمدخل كانوا يريدون لأطفالهم الأفضل لكنهم كانوا يخشون من التطلعات الكبيرة حتى لا يصيبهم الفشل أو خيبة الأمل.
لذلك، ليس فقط الطلاب من ذوي الدخل المنخفض هم من يعانون من ضعف التحصيل خلال نموهم، بل يمكن أن يتأثر الآباء بوسط ضعف الإنجاز وأن يزداد الأمر سوءًا بالنسبة لأطفالهم. ويعارض الطلاب العالقون وآباؤهم أيديولوجية الإنجاز لأنهم لا يرون النجاح في المستقبل من خلال العمل الجاد على الرغم من وسط ضعف الإنجاز. كذلك، يمكن القول بأن قبول أيديولوجية الإنجاز معناه أن الوالدين لم يحققا «نجاحًا» لأنهما كسولان أو لا يتسمان بالذكاء.
وأطلق على المجموعة الأخرى «الإخوة» وتضم صبية أمريكيين من أصل أفريقي ويعيشون في نفس مشروع الإسكان الذي يعيش به «الطلاب العالقون»، وعلى الرغم من ذلك يؤيدون أيديولوجية الإنجاز الأمريكية. ويرى مجموعة الإخوة أن الوضع العنصري داخل أمريكا قد تحسن بشكل كبير عن الأجيال السابقة؛ مما جعلهم يؤمنون أن كل جيل قد عمل بجد وأنهم إذا حذوا حذوهم سيكون أداؤهم جيدًا في الكلية وينجحون كقوى عاملة، كما عاش الإخوة في مشروع الإسكان مدة أطول من الطلبة العالقين حيث يعيش عائلاتهم هناك لما يزيد عن ثلاثة أجيال. وانتقل أيضًا للعيش في مشروع الإسكان الكثير من الطلاب ممن قدموا من ظروف أسوأ من المواقف مثل البلدان الفقيرة حتى المناطق منخفضة الدخل. مما جعل الإخوة يعتقدون أنهم يتميزون بالنشاط.